# Vinohradský symfonický orchestr
Vinohradský symfonický orchestr (ViSyO) je amatérské hudební těleso působící od roku 2009 v Praze. Svůj název odvozuje od čtvrti, ve které zkouší a pořádá koncerty. Orchestr je stálým hostem koncertů v Klecanech a nepravidelně vystupuje i na jiných místech v České republice. V roce 2013 svým vystoupením zahajoval devátý ročník Hudebního festivalu Znojmo. Členy se nejčastěji stávají hráči, kteří působili ve studentských orchestrech a chtějí v této zájmové činnosti pokračovat, nebo absolventi konzervatoří, kteří se hudbě nevěnují profesionálně. Do roku 2019 působilo ve Vinohradském symfonickém orchestru víc než 80 amatérských hráčů. Těžiště repertoáru představují skladby klasicistních a romantických autorů, ale provozovaná díla nejsou omezena jen na tato období. 
V letech 2020 a 2021 pravidelnou činnost orchestru významně zasáhla pandemie covidu-19: po prosincovém koncertě v roce 2019 vystoupil orchestr veřejně až v listopadu 2021, kdy pod taktovkou Matěje Vody provedl českou premiéru skladby Requiem for the Living amerického skladatele Dana Forresta. 